# 黃永祿
黃永祿（1925年6月24日—1981年），越南共和國電影導演、編劇、監製、演員及填詞人。

## 簡歷
黃永祿1925年6月24日生於法屬印度支那永珍，父母為越南人。1960－70年代，他作為藍山電影公司（Lam Sơn Phim）的導演和製片人在南越聞名。主要作品為1970年的《請把這裡當作家鄉》和1971年與女演員喬貞拍攝的電影《無面情人》，此片講述越戰期間以南越軍隊為背景的愛情故事。兩部電影分別在1970年南越總統文藝獎和1971年第17屆亞洲影展獲獎。
除了導演工作外，黃永祿還在1964年由馬素·湯臣執導的美國早期越戰電影《越南浴血戰》中擔任演員。
黃永祿參與歌曲填詞工作時，多以筆名「夜鐘」（Dạ Chung）的名義填詞。
1975年4月30日西貢淪陷後，黃永祿於1976年3月被越共當局逮捕並送往再教育營接受政治改造，獲釋後於1981年在胡志明市逝世。

## 個人生活
黃永祿是天主教徒，已婚，育有六名子女。黃永祿其中一位女兒黃玉（Ngọc Hoàng）在美國成為一名音樂人。

## 導演作品
- 1965年：《毛絨娃娃》
- 1966年：《從山頂回來的人》
- 1970年：《請把這裡當作家鄉》（兼編劇）
- 1971年：《無面情人》（兼編劇、監製）
- 1971年：《海動》
- 1973年：《不化妝的生活》

## 參演作品
- 1963年：《森林夜雨》
- 1964年：《越南浴血戰（英语：A Yank in Viet-Nam）》飾 周
- 1967年：《西貢無戰事（英语：From Saigon to Dien Bien Phu）》

## 填詞作品
| - 《悲傷之絲》（Tơ Sầu） - 《一個下午的影像》（Hình ảnh một buổi chiều） - 《時間的聲音》（Tiếng thời gian） - 《悄悄地》（Lặng lẽ） - 《無面情人》（Người tình không chân dung） |

## 外部連結
- 黃永祿在互联网电影资料库（IMDb）上的資料（英文）